# میخال دوچولومانسکی
میخال دوچولومانسکی (چکی: Michal Dočolomanský؛ ۲۵ مارس ۱۹۴۲ – ۲۶ اوت ۲۰۰۸) بازیگر، صداپیشه، مجری و خواننده اهل اسلواکی بود.
از فیلم‌ها یا برنامه‌های تلویزیونی که وی در آن نقش داشته است، می‌توان به آدلا هنوز شام نخورده اشاره کرد.